# Campionat d'Espanya de ciclisme de contrarellotge masculí
El Campionat d'Espanya de ciclisme de contrarellotge masculí s'organitza anualment des de l'any 1994 (tot i que ja s'havien disputat edicions en anys precedents) per determinar el campió ciclista d'Espanya en la modalitat.
El títol s'atorga al vencedor d'una única carrera, en la modalitat de contrarellotge individual. El vencedor obté el dret a portar un mallot amb els colors de la bandera espanyola fins al campionat de l'any següent, quan disputa proves de contrarellotge.

## Palmarès
| Any  | Primer                    | Segon                    | Tercer                   | Ciutat               |
| 1994 | Abraham Olano             | Marino Alonso            | Aitor Garmendia          | Sabiñánigo           |
| 1995 | Melcior Mauri             | Ángel Casero             | Aitor Garmendia          | Segòvia              |
| 1996 | Iñigo González de Heredia | Álvaro González Galdeano | Jaime Hernández          | Sabiñánigo           |
| 1997 | José Enrique Gutiérrez    | Joseba Beloki            | Juan Carlos Taboas       | Melilla              |
| 1998 | Abraham Olano             | Melcior Mauri            | Ángel Casero             | Jerez de la Frontera |
| 1999 | Santos González           | Ángel Casero             | Álvaro González Galdeano | Còrdova              |
| 2000 | José Iván Gutiérrez       | David Plaza              | Álvaro González Galdeano | Múrcia               |
| 2001 | Santos González           | Toni Tauler              | Sergi Escobar            | León                 |
| 2002 | Igor González Galdeano    | Toni Tauler              | Álvaro González Galdeano | Salamanca            |
| 2003 | Íñigo Chaurreau           | Toni Tauler              | Mikel Astarloza          | Alcobendas           |
| 2004 | José Iván Gutiérrez       | Luis León Sánchez        | Igor González Galdeano   | Santander            |
| 2005 | José Iván Gutiérrez       | Santos González          | Rubén Plaza              | Múrcia               |
| 2006 | Toni Tauler               | Rubén Plaza              | David Herrero            | Móstoles             |
| 2007 | José Iván Gutiérrez       | Luis León Sánchez        | Manuel Lloret            | Conca                |
| 2008 | Luis León Sánchez         | Rubén Plaza              | José Iván Gutiérrez      | Talavera de la Reina |
| 2009 | Alberto Contador          | Luis León Sánchez        | Rubén Plaza              | Torrelavega          |
| 2010 | Luis León Sánchez         | José Iván Gutiérrez      | Rubén Plaza              | Villarrobledo        |
| 2011 | Luis León Sánchez         | Jonathan Castroviejo     | José Iván Gutiérrez      | La Vall d'Uixó       |
| 2012 | Luis León Sánchez         | Jonathan Castroviejo     | Alejandro Marque         | Béjar                |
| 2013 | Jonathan Castroviejo      | Luis León Sánchez        | Rubén Plaza              | Bembibre             |
| 2014 | Alejandro Valverde        | Ion Izagirre             | Jonathan Castroviejo     | Ponferrada           |
| 2015 | Jonathan Castroviejo      | Gorka Izagirre           | Jesús Herrada            | Càceres              |
| 2016 | Ion Izagirre              | Jonathan Castroviejo     | Alejandro Valverde       | Alacant              |
| 2017 | Jonathan Castroviejo      | Mikel Landa              | Jesús Herrada            | Sòria                |
| 2018 | Jonathan Castroviejo      | Gorka Izagirre           | Ion Izagirre             | Vall d'Alba          |
| 2019 | Jonathan Castroviejo      | Pello Bilbao             | Gorka Izagirre           | Iecla                |
| 2020 | Pello Bilbao              | Luis León Sánchez        | Gorka Izagirre           | Jaén                 |
| 2021 | Ion Izagirre              | David de la Cruz         | Carlos Rodríguez         | Busot                |
| 2022 | Raúl García Pierna        | Oier Lazkano             | Xabier Azparren          | Cala Millor          |
| 2023 | Jonathan Castroviejo      | Oier Lazkano             | Lluís Mas                | Sevilla la Nueva     |
| 2024 | David de la Cruz          | Markel Beloki            | Raúl García Pierna       | Galapagar            |
| 2025 | Abel Balderstone Roumens  | David de la Cruz         | Raúl García Pierna       | Sierra Nevada        |

### Palmarès sub-23
| Any  | Primer                 | Segon               | Tercer               |
| 1996 | Aitor González         | Alberto Martínez    | Pablo Lastras        |
| 1997 | Aitor González         | Francisco Mancebo   | Alberto Martínez     |
| 1998 | Ángel Sainz de la Maza | Unai Uriarte        | Aitor Sillóniz       |
| 1999 | José Guillén           | José Emilio Cacho   | José Pecharromán     |
| 2000 | Juan Gomis             | David Herrero       | Sergio Pérez         |
| 2001 | Iker Camaño            | David Herrero       | Alberto Contador     |
| 2002 | Alberto Contador       | Víctor Manuel Gomes | Manuel Lloret        |
| 2003 | Juan José Cobo         | Victor Gómez        | Manuel Lloret        |
| 2004 | Eladio Sánchez         | Hernán Ponce        | Carlos Abellán       |
| 2005 | José Luis Ruiz         | Unai Uribarri       | José Antonio Redondo |
| 2006 | Javier Chacón          | José Maria Alcaraz  | Luis Enrique Puertas |
| 2007 | Rafael Serrano         | Sergio Domínguez    | Héctor González      |
| 2008 | Arturo Mora            | Ángel Madrazo       | Lluís Mas            |
| 2009 | Aser Estevez           | Garikoitz Bravo     | Arturo Mora          |
| 2010 | Jesús Herrada          | Andres Vigil        | Albert Torres        |
| 2011 | Mario González Salas   | Igor Merino         | Omar Fraile          |
| 2012 | Marcos Jurado          | Albert Torres       | Alberto Just         |
| 2013 | Alberto Just           | Marcos Jurado       | Mario González Salas |
| 2014 | Óscar González         | Juan Manuel Camacho | Marc Soler           |
| 2015 | Diego Tirilonte        | Cristián Rodríguez  | Álvaro Trueba        |
| 2016 | Martín Bouzas Rey      | Gonzalo Serrano     | Óscar González       |
| 2017 | Jaime Castrillo        | Sergio Samitier     | Martín Bouzas Rey    |
| 2018 | Martín Bouzas Rey      | Roger Adrià         | Joan Bennassar       |
| 2019 | Xabier Azparren        | Martín Bouzas       | Joan Bennassar       |
| 2020 | Raúl García            | Jokin Murguialday   | Iván Cobo            |
| 2021 | Igor Arrieta           | Pablo García        | Enekoitz Azparren    |
| 2022 | Pablo Castrillo        | Pablo García        | Fernando Tercero     |
| 2023 | Igor Arrieta           | Pablo García        | Enekoitz Azparren    |
| 2024 | Aitor Aguirre          | Alberto Fernández   | Luis Garcia          |
| 2025 | Adrián Fajardo         | Unai Ramos          | Iker Soriano         |